# جیمز گاروی (بازیکن فوتبال)
جیمز گاروی (انگلیسی: James Garvey؛ زادهٔ Q1 1878) بازیکن فوتبال اهل بریتانیا است.
از باشگاه‌هایی که در آن بازی کرده‌است می‌توان به باشگاه فوتبال ساوتپورت، باشگاه فوتبال منچستر یونایتد، و باشگاه فوتبال برادفورد سیتی اشاره کرد.